# Way Down
Way Down è un brano musicale registrato da Elvis Presley nell'ottobre del 1976 e fu l'ultimo suo singolo pubblicato prima della sua morte avvenuta il 16 agosto 1977. La canzone è stata scritta da Layng Martine Jr. ed in seguito ne furono incise delle reinterpretazioni da parte di Status Quo e Cliffhanger.

## Il brano
La canzone fu pubblicata come singolo assieme al brano Pledging My Love come Lato-B) il 6 giugno 1977. Al momento della morte di Elvis era nella top 40 della classifica, ma raggiunse il primo posto della classifica Americana di musica Country e nella British Pop charts pochi giorni dopo l'annuncio della scomparsa del cantante. Questo avvenne circa 7 anni dopo il suo ultimo singolo nº1 in UK, The Wonder of You.
Il singolo precedente, Moody Blue divenne numero uno nella US Country Charts all'inizio del 1977.
Way Down fu ripubblicato nell'aprile del 2005 e raggiunse la posizione numero 2 nella classifica dei singoli più venduti in Gran Bretagna.
Nella canzone c'è la partecipazione della leggenda del Gospel J. D. Sumner che canta le parole "Way on down" alla fine di ogni ritornello, raggiungendo il Do situato tre ottave sotto il Do centrale.
Secondo il Guinness dei primati la sua fu la nota più bassa mai registrata prodotta da voce umana, in precedenza compiuta sempre da Sumner nel 1966 nella registrazione dell'inno Blessed Assurance.

## Classifica
| Classifica (1977)                            | Posizione Raggiunta |
| -------------------------------------------- | ------------------- |
| U.S. Billboard Hot Country Singles           | 1                   |
| U.S. Billboard Hot 100                       | 18                  |
| U.S. Billboard Hot Adult Contemporary Tracks | 14                  |
| Canadian RPM Country Tracks                  | 1                   |
| Canadian RPM Top Singles                     | 15                  |
| Canadian RPM Adult Contemporary Tracks       | 23                  |
| UK Singles Chart                             | 1                   |